# MTV 90s (Reino Unido e Irlanda)
MTV 90s é um canal de televisão por assinatura operado pela Paramount Networks UK & Australia que apresenta videoclipes da década de 1990. Substituiu o MTV Base no dia 31 de março de 2022.

## História
De 27 de maio até 24 de junho de 2016, a MTV 90s foi transmitida em modo de teste, substituindo a MTV Classic.
No dia 15 de março de 2022, a MTV anunciou que o MTV Classic e o MTV Base seriam fechados no dia 31 do mesmo mês e substituídos por versões locais dos canais MTV 80s e MTV 90s, respectivamente, como parte da reestrutura do Paramount Networks UK & Australia.
A partir das 5:00 GMT do dia 31 de março de 2022, o MTV 90s foi oficialmente lançado e o MTV Base fechado. O primeiro videoclipe exibido no canal foi da música "Say You'll Be There" do grupo Spice Girls.

## Canais regionais

### Europa
Em 5 de outubro de 2020, o canal foi lançado na Europa substituindo o MTV Rocks Europe. O canal também é transmitido no Oriente Médio e Norte da África por meio da rede beIN.

## Reformulações temporárias
- MTV Pride: De 27 de junho a 3 de julho de 2022, o canal foi temporariamente reformulado como MTV Pride coincidindo com o fim de semana da parada do Orgulho LGBT+ em Londres, passando videoclipes de ícones da sigla como Madonna, Kylie Minogue, Lady Gaga, Britney Spears, Cyndi Lauper, Donna Summer, Cher e Pink. A reformulação era feita originalmente no canal MTV Classic durante os anos de 2015 até 2017. Foi transferida pro canal MTV OMG durante os anos de 2018 até 2020, e retornou a MTV Classic em 2021 antes do canal ser oficialmente fechado.